# Adachaŭščyna (Baranavický rajón)
Adachaŭščyna (bělorusky Адахаўшчына, rusky Адаховщина) je obec v Baranavickém rajónu v Brestské oblasti v Bělorusku. Je součástí Krošynského selsovětu. Nachází se 10 kilometrů severně od města Baranavičy, poblíž řeky Ščara.

## Poloha
Vesnice Adachaŭščyna se nachází na pravém břehu řeky Ščara 10 km východně od centra Baranavičy a 4 km od jeho východního konce. Na západ od obce leží vesnice Laŭrynavičy a na východě teče Ščara, která zde tvoří hranici s Ljachavickým rajónem.
Na protějším břehu řeky leží stejnojmenná obec, ve které se dochovaly pozůstatky honosného panského sídla. Vesnicí prochází silnice ve směru Baranavičy – Ňasviž.

## Historie
První písemná zmínka o Ilinském pravoslavném kostele v Adachaŭščyně sahá až do 16. století. Nová dřevěná budova kostela byla postavena v roce 1866. V 19. a počátku 20. století patřila obec k Navahrudského ujezdu Minské gubernie.
V roce 1909 obec patřila pod správu Daraŭské volosti Navahrudského povětu Minské gubernie. Od roku 1921 byla Adachaŭščyna součástí Polska na území Daraŭské gminy Baranavického povětu Navahrudského vojvodství.
Od roku 1939 byla součástí BSSR. Od 15. ledna 1940 byla pod správou Navamyšského rajónu Baranavické, od 8. ledna 1954 Brestské oblasti, od 8. dubna 1957 byla pod správou Baranavického rajónu.
Během Velké vlastenecké války od června 1941 do července 1944 byla Adachaŭščyna obsazena německými fašistickými okupanty, kteří v roce 1944 vesnici vypálili a všechny její obyvatele povraždili. Na frontě zahynulo 11 rodáků obce.
V roce 1970 se spojila se sousedními vesnicemi Adachaŭščyna 2. a Adachaŭščyna 3. Do 26. června 2013 byla obec součástí Kaŭpěnického selsovětu. V současnosti obec spravuje Krošynský selsovět.

## Demografie
19. století
- 1886 — 63 dvorů, 580 obyvatel

20. století
- 1909 — 161 dvorů, 1 070 obyvatel
- 1940 — 76 hospodářství, 238 obyvatel
- 1959 — 508 obyvatel
- 1998 — 33 dvorů 34 obyvatel

21. století
- 2005 — 77 obyvatel, 53 hospodářství

## Rodáci
- Mikalaj Ivanavič Ihnatovič (Мікалай Іванавіч Ігнатовіч; 17. květen 1940 — 5. prosinec 1992, Minsk, Minská oblast) — první generální prokurátor nezávislého Běloruska, státní poradce spravedlnosti 2. třídy